# ALIS (ソーシャルメディアプラットホーム)
ALIS（アリス）は、ブロックチェーン技術を用いたソーシャルメディアプラットフォーム。株式会社ALISが運営する。

## 概要
ALISは日本初のブロックチェーン技術を用いた分散型ソーシャルメディアプラットフォームとされる。ブロックチェーンを利用したSNSサービスSTEEMに触発され開発された。
2017年9月1日から29日にかけトークンセール（ICO）が行われ、13,182ETH（当時で4.3億円）を調達。2018年4月にクローズドβ版が公開され、2019年1月にオープンβ版が公開された。
ALISに使用されるブロックチェーンはイーサリアムで、そこにイーサリアムのプライベートチェーンが併せて用いられる。
ALISに投稿した記事が評価されることや、多くの人から評価される良質な記事をいち早く評価することで後述のALISトークンが与えられる仕組みとなっており、これにより信頼できる記事や個人を発掘できるソーシャルメディアプラットフォームを目指すとしている。

## システム

### ALISトークン
ALISで使用される通貨として「ALIS」があり、ALISトークンと呼ばれる。ALISトークンはイーサリアムブロックチェーン上でERC20に則り設計された。
ALISが参考にしたSTEEMでは3種類の通貨が採用されており、そのうちの1つ、STEEM SPが一度に引き出せないことでユーザーの粘着性を高めていた。ALISでは出し入れの自由なALISトークン1つに絞っており、ユーザーがALISトークンを長く持つほど有利になる仕組みを作ることにより粘着性を実現している。これにはNEMの合意形成アルゴリズムProof of Importanceが参考にされた。
ALISトークンは記事への評価にともない付与される他、記事への投げ銭や有料記事の購入などに使用される。

### 評価システム
投稿した記事が評価される（「いいね」を獲得する）ことや、他のユーザーの記事を評価する（「いいね」を押す）ことで信頼ポイントが得られ、その信頼ポイントとALISトークンの保有数及び保有期間、サービス利用頻度から信頼度スコアが算出される。信頼度スコアの高いユーザーによる評価は、低いユーザーからの評価に比べて多くの信頼ポイントが得られる。また多くのユーザーに評価される記事をいち早く評価することで、良質な情報を発掘したとして多くの信頼ポイントが与えられる。
こうして算出された信頼度スコアに応じて、一定期間ごとにALISトークンが配布される。

## 機能
ALISには、ALISトークン以外にもブロックチェーンを利用した機能がある。
- ALISバッジ - ALIS上で表示させることができるバッジで、NFT[18]。記事に「いいね」することや記事を書くことでALISを一定量獲得すると入手できる[19][20]。
- ブロックチェーン証明機能 - 記事の内容をハッシュ化し、ハッシュ値をイーサリアムブロックチェーンに刻むことのできる機能[21]。
- ライセンストークン発行機能 - デジタルコンテンツに対してトークンを発行し、そのトークンをそのデジタルコンテンツの利用権として使用できる[22]。

## 歴史
- 2017年9月1日 - 日本時間11時よりトークンセール（ICO）を開始し、9月29日10時59分の終了[5]までに13,182ETH（当時で4.3億円）を集めた[6]。
- 2018年4月23日 - クローズドβ版リリース[23]。
- 2019年1月10日 - オープンβ版リリース[7][24]。
- 2020年12月14日 - ALISを運営する株式会社ALISの代表取締役社長・安昌浩が辞任[25][26]。
- 2021年4月26日 - 引継ぎが完了し、残る共同創業者で取締役の2名が代表取締役に就任する[25][26]。
- 2022年10月4日 - 株式会社ALISが株式会社ミンカブ・ジ・インフォノイドの子会社となる[27][28]。